# Villanueva del Monte
Villanueva del Monte es una localidad y también una pedanía del municipio de Saldaña situada en la provincia de Palencia, comunidad autónoma de Castilla y León (España).

## Demografía
Evolución de la población en el siglo XXI
| Gráfica de evolución demográfica de Villanueva del Monte entre 2000 y 2020 |
|                                                                            |
| Población de derecho (2000-2020) según el padrón municipal del INE         |

## Historia
A la caída del Antiguo Régimen la localidad se constituye en municipio constitucional, y que en el censo de 1842 contaba con 8 hogares y 42 vecinos, para posteriormente integrarse en Vega de Doña Olimpa. Formó parte del municipio de Vega de Doña Olimpa hasta 1976, fecha en la que se integró en el de Saldaña.

## Fiestas
- La Fiesta de la Siega se celebra en el mes de agosto. En ella se realiza la tradicional siega a dalle de la mies, su transporte en carro y el trillado de la misma. Durante la jornada se organizan exposiciones, música tradicional y degustación de productos típicos.

- Las fiestas patronales en honor de San Andrés se celebran el 30 de noviembre, con misas (del patrón y de difuntos) y juegos tradicionales.